# Azione di Einstein-Hilbert
Nella relatività generale l'azione di Einstein-Hilbert (nota anche come azione di Hilbert, proposta per la prima volta nel 1915) è l'azione che fornisce l'equazione di campo di Einstein mediante il principio di azione stazionaria. Quest'azione è definita come:
{\displaystyle S=-{1 \over 2\kappa }\int R{\sqrt {-g}}\,d^{4}x\;,}
dove:{\displaystyle g} è il determinante del tensore metrico {\displaystyle g_{\mu \nu }}, {\displaystyle R} è lo scalare di Ricci, e {\displaystyle \kappa =8\pi Gc^{-4}}, con {\displaystyle G} costante di gravitazione universale e {\displaystyle c} è la velocità della luce nel vuoto. L'integrale è calcolato lungo l'intero spaziotempo, se converge. Se lo spazio-tempo diverge, {\displaystyle S} non è più definito, ma esiste una definizione modificata dove l'integrale è esteso lungo uno o più intorni grandi a piacere e relativamente compatti, così da dedurre l'equazioni di campo attraverso l'equazioni di Eulero-Lagrange applicate all'azione di Einstein-Hilbert.

## Discussione
La deduzione delle equazioni a partire da azioni fisiche presenta diversi vantaggi. in primo luogo, permette l'unificazione con altre teorie di campo, che sono anch'esse formulate in termini di azioni fisiche, quali la teoria di Maxwell.

Inoltre, l'azione facilita l'identificazione delle grandezze conservate, tramite lo studio delle invarianze (teorema di Noether).
Nella relatività generale, l'azione è trattata come una funzione matematica della metrica (e dei campi di materia), e la connessione è quella di Levi-Civita.

Nella formulazione di Palatini, metrica e connessione sono indipendenti tra loro, e l'azione varia rispetto a entrambe, prese indipendentemente. In questa formulazione si utilizza una identità notevole detta identità di Palatini, che esprime la variazione del tensore di Ricci in funzione della derivata covariante della variazione della connessione di Levi-Civita.
L'eventuale azione dovuta alla presenza di materia viene sommata ai termini dell'equazione di campo dedotti dall'azione di Einstein-Hilbert.

## Derivazione delle equazioni di campo di Einstein
Si ipotizzi che l'azione totale sia data dal termine di Einstein-Hilbert più un termine {\displaystyle {\mathcal {L}}_{\mathrm {M} }}, che descrive qualsiasi campo di materia che compaia durante la teoria. Si avrà dunque:
{\displaystyle S=\int \left[{1 \over 2\kappa }\,R+{\mathcal {L}}_{\mathrm {M} }\right]{\sqrt {-g}}\,\mathrm {d} ^{4}x}
Per il principio di azione, la variazione a seguito di un'azione e rispetto alla sua metrica inversa, è zero. Quindi:
{\displaystyle {\begin{aligned}0&=\delta S\\&=\int \left[{1 \over 2\kappa }{\frac {\delta ({\sqrt {-g}}R)}{\delta g^{\mu \nu }}}+{\frac {\delta ({\sqrt {-g}}{\mathcal {L}}_{\mathrm {M} })}{\delta g^{\mu \nu }}}\right]\delta g^{\mu \nu }\mathrm {d} ^{4}x\\&=\int \left[{1 \over 2\kappa }\left({\frac {\delta R}{\delta g^{\mu \nu }}}+{\frac {R}{\sqrt {-g}}}{\frac {\delta {\sqrt {-g}}}{\delta g^{\mu \nu }}}\right)+{\frac {1}{\sqrt {-g}}}{\frac {\delta ({\sqrt {-g}}{\mathcal {L}}_{\mathrm {M} })}{\delta g^{\mu \nu }}}\right]\delta g^{\mu \nu }{\sqrt {-g}}\,\mathrm {d} ^{4}x.\end{aligned}}}
che è valida per ogni {\displaystyle \delta g^{\mu \nu }}, per cui:
{\displaystyle {\frac {\delta R}{\delta g^{\mu \nu }}}+{\frac {R}{\sqrt {-g}}}{\frac {\delta {\sqrt {-g}}}{\delta g^{\mu \nu }}}=-2\kappa {\frac {1}{\sqrt {-g}}}{\frac {\delta ({\sqrt {-g}}{\mathcal {L}}_{\mathrm {M} })}{\delta g^{\mu \nu }}},}
che è l'equazione di moto del campo metrico.
Il membro destro di questa equazione è (per definizione) proporzionale al tensore energia impulso:
{\displaystyle T_{\mu \nu }:={\frac {-2}{\sqrt {-g}}}{\frac {\delta ({\sqrt {-g}}{\mathcal {L}}_{\mathrm {M} })}{\delta g^{\mu \nu }}}=-2{\frac {\delta {\mathcal {L}}_{\mathrm {M} }}{\delta g^{\mu \nu }}}+g_{\mu \nu }{\mathcal {L}}_{\mathrm {M} }.}
Per calcolare la parte sinistra dell'equazione, invece, abbiamo necessità della variazione dello scalare di Ricci R, e del determinante del tensore metrico.

### Variazione del tensore di Riemann, del tensore di Ricci, e dello scalare di Ricci
Per calcolare la variazione dello scalare di Ricci, calcoliamo prima la variazione del tensore di Riemann, e poi la variazione del tensore di Ricci. Al fine, ricordiamo che il tensore di curvatura di Riemann è definito da:
{\displaystyle {R^{\rho }}_{\sigma \mu \nu }=\partial _{\mu }\Gamma _{\nu \sigma }^{\rho }-\partial _{\nu }\Gamma _{\mu \sigma }^{\rho }+\Gamma _{\mu \lambda }^{\rho }\Gamma _{\nu \sigma }^{\lambda }-\Gamma _{\nu \lambda }^{\rho }\Gamma _{\mu \sigma }^{\lambda }.}
Poiché la curvatura di Riemann dipende unicamente dalla connessione di Levi-Civita {\displaystyle \Gamma _{\mu \nu }^{\lambda }}, la variazione del tensore di Riemann è data da:
{\displaystyle \delta {R^{\rho }}_{\sigma \mu \nu }=\partial _{\mu }\delta \Gamma _{\nu \sigma }^{\rho }-\partial _{\nu }\delta \Gamma _{\mu \sigma }^{\rho }+\delta \Gamma _{\mu \lambda }^{\rho }\Gamma _{\nu \sigma }^{\lambda }+\Gamma _{\mu \lambda }^{\rho }\delta \Gamma _{\nu \sigma }^{\lambda }-\delta \Gamma _{\nu \lambda }^{\rho }\Gamma _{\mu \sigma }^{\lambda }-\Gamma _{\nu \lambda }^{\rho }\delta \Gamma _{\mu \sigma }^{\lambda }.}
Inoltre, dato che la differenza di due connessioni {\displaystyle \delta \Gamma _{\nu \sigma }^{\rho }} è un tensore possiamo calcolarne la derivata covariante,
{\displaystyle \nabla _{\mu }\left(\delta \Gamma _{\nu \sigma }^{\rho }\right)=\partial _{\mu }(\delta \Gamma _{\nu \sigma }^{\rho })+\Gamma _{\mu \lambda }^{\rho }\delta \Gamma _{\nu \sigma }^{\lambda }-\Gamma _{\mu \nu }^{\lambda }\delta \Gamma _{\lambda \sigma }^{\rho }-\Gamma _{\mu \sigma }^{\lambda }\delta \Gamma _{\nu \lambda }^{\rho }.}
Osserviamo ora che la variazione del tensore di curvatura di Riemann è esattamente la differenza di due di tali termini,
{\displaystyle \delta {R^{\rho }}_{\sigma \mu \nu }=\nabla _{\mu }\left(\delta \Gamma _{\nu \sigma }^{\rho }\right)-\nabla _{\nu }\left(\delta \Gamma _{\mu \sigma }^{\rho }\right).}
Possiamo ottenere ora la variazione del tensore di Ricci semplicemente contraendo due indici della variazione del tensore di Riemann, e ottenere l'identità di Palatini:
{\displaystyle \delta R_{\sigma \nu }\equiv \delta {R^{\rho }}_{\sigma \rho \nu }=\nabla _{\rho }\left(\delta \Gamma _{\nu \sigma }^{\rho }\right)-\nabla _{\nu }\left(\delta \Gamma _{\rho \sigma }^{\rho }\right).}
Lo scalare di Ricci è definito da:
{\displaystyle R=g^{\sigma \nu }R_{\sigma \nu }.}
Pertanto,la sua variazione espressa rispetto alla metrica inversa {\displaystyle g^{\sigma \nu }} è data da:
{\displaystyle {\begin{aligned}\delta R&=R_{\sigma \nu }\delta g^{\sigma \nu }+g^{\sigma \nu }\delta R_{\sigma \nu }\\&=R_{\sigma \nu }\delta g^{\sigma \nu }+\nabla _{\rho }\left(g^{\sigma \nu }\delta \Gamma _{\nu \sigma }^{\rho }-g^{\sigma \rho }\delta \Gamma _{\mu \sigma }^{\mu }\right).\end{aligned}}}
Nella seconda riga dell'equazione abbiamo fatto uso del lemma di Ricci (compatibilità della metrica rispetto alla derivata covariante), {\displaystyle \nabla _{\sigma }g^{\mu \nu }=0,} e del precedente risultato per la variazione della curvatura di Ricci (nel secondo termine, rinominando gli indici sommati {\displaystyle \rho } and {\displaystyle \nu } al posto di {\displaystyle \mu } e {\displaystyle \rho } rispettivamente).
L'ultimo termine,
{\displaystyle \nabla _{\rho }\left(g^{\sigma \nu }\delta \Gamma _{\nu \sigma }^{\rho }-g^{\sigma \rho }\delta \Gamma _{\mu \sigma }^{\mu }\right)\quad \mathrm {ovvero} \quad \nabla _{\rho }A^{\rho }\equiv A^{\lambda }{}_{;\lambda }\quad \mathrm {dove} \quad A^{\rho }=g^{\sigma \nu }\delta \Gamma _{\nu \sigma }^{\rho }-g^{\sigma \rho }\delta \Gamma _{\mu \sigma }^{\mu },}
moltiplicandolo per {\displaystyle {\sqrt {-g}}}, diventa una derivata totale, poiché, per ogni vettore {\displaystyle A^{\lambda }} e per ogni densità tensoriale {\displaystyle {\sqrt {-g}}\,A^{\lambda }}, si ha che:
{\displaystyle {\sqrt {-g}}\,A^{\lambda }{}_{;\lambda }=({\sqrt {-g}}\,A^{\lambda })_{;\lambda }=({\sqrt {-g}}\,A^{\lambda })_{,\lambda }\quad \mathrm {ovvero} \quad {\sqrt {-g}}\,\nabla _{\mu }A^{\mu }=\nabla _{\mu }\left({\sqrt {-g}}\,A^{\mu }\right)=\partial _{\mu }\left({\sqrt {-g}}\,A^{\mu }\right)}
e quindi utilizzando il teorema di Stokes  produce solo un termine al contorno quando integrato.
In generale, il termine al contorno (o termine di bordo) è non-nullo, poiché l'integrando dipende non soltanto da {\displaystyle \delta g^{\mu \nu },} ma anche dalle sue derivate parziali {\displaystyle \partial _{\lambda }\,\delta g^{\mu \nu }\equiv \delta \,\partial _{\lambda }g^{\mu \nu }.} In ogni caso, quando la variazione della metrica {\displaystyle \delta g^{\mu \nu }} si annulla in un intorno del contorno oppure quando il contorno  è nullo (è l'insieme vuoto), questo termine non contribuisce alla variazione dell'azione (e quindi alle equazioni di campo). Si ottiene quindi:
{\displaystyle {\frac {\delta R}{\delta g^{\mu \nu }}}=R_{\mu \nu }}
per ogni evento (punto dello spaziotempo) non appartenente alla chiusura del contorno.

### Variazione del determinante
La formula di Jacobi per differenziare un determinante ci dà:
{\displaystyle \delta g=\delta \det(g_{\mu \nu })=gg^{\mu \nu }\delta g_{\mu \nu }.}
Utilizzando questo risultato, si ottiene:
{\displaystyle \delta {\sqrt {-g}}=-{\frac {1}{2{\sqrt {-g}}}}\delta g={\frac {1}{2}}{\sqrt {-g}}\left(g^{\mu \nu }\delta g_{\mu \nu }\right)=-{\frac {1}{2}}{\sqrt {-g}}\left(g_{\mu \nu }\delta g^{\mu \nu }\right).}
Nell'ultima eguaglianza, abbiamo utilizzato il risultato:
{\displaystyle g_{\mu \nu }\delta g^{\mu \nu }=-g^{\mu \nu }\delta g_{\mu \nu },}
che segue dalla regola della derivata (variazione) dell'inversa di una matrice:
{\displaystyle \delta g^{\mu \nu }=-g^{\mu \alpha }\left(\delta g_{\alpha \beta }\right)g^{\beta \nu }.}
Si ottiene quindi:
{\displaystyle {\frac {1}{\sqrt {-g}}}{\frac {\delta {\sqrt {-g}}}{\delta g^{\mu \nu }}}=-{\frac {1}{2}}g_{\mu \nu }.}

### Equazioni di moto
Avendo ora a nostra disposizione tutte le variazioni necessarie, possiamo inserirle nell'equazione di moto del campo metrico sopra esposta e ottenere:
{\displaystyle R_{\mu \nu }-{\frac {1}{2}}g_{\mu \nu }R={\frac {8\pi G}{c^{4}}}T_{\mu \nu },}
che sono le equazioni di campo di Einstein dove la costante
{\displaystyle \kappa ={\frac {8\pi G}{c^{4}}}}
è scelta in modo da ritrovare nel limite non-relativistico la legge della Gravitazione universale di Newton, e  G è la costante gravitazionale.

## Costante cosmologica
Nel caso in cui la costante cosmologica Λ è inclusa nella lagrangiana di Hilbert, l'azione
{\displaystyle S=\int \left[{\frac {1}{2\kappa }}(R-2\Lambda )+{\mathcal {L}}_{\mathrm {M} }\right]{\sqrt {-g}}\,\mathrm {d} ^{4}x}
fornisce l'equazioni di campo col termine cosmologico:
{\displaystyle R_{\mu \nu }-{\frac {1}{2}}g_{\mu \nu }R+\Lambda g_{\mu \nu }={\frac {8\pi G}{c^{4}}}T_{\mu \nu }.}